# Comuna Zvenîhorodka, Oleksandria
Zvenîhorodka (în ucraineană Звенигородка) este o comună în orașul regional Oleksandria, regiunea Kirovohrad, Ucraina, formată din satele Holovkivske, Marto-Ivanivka, Oleksandro-Stepanivka și Zvenîhorodka (reședința).

## Demografie
Componența lingvistică a comunei Zvenîhorodka
     Ucraineană (92,67%)
     Rusă (7,04%)
     Alte limbi (0,08%)
Conform recensământului din 2001, majoritatea populației comunei Zvenîhorodka era vorbitoare de ucraineană (92,67%), existând în minoritate și vorbitori de rusă (7,04%).